# クライスト賞
クライスト賞（クライストしょう、独：Kleist-Preis）は、ドイツの文学賞。

## 第1期（1912年 - 1932年）
1912年、ハインリヒ・フォン・クライストの没後101周年に際して、『ベルリナー・ターゲブラット』紙の編集者フリッツ・エンゲルの提起により、クライスト財団の協力を得て設立された。賞の目的は「新進気鋭の、資産に乏しい作家を表彰する」こととされた。設立に際してはリヒャルト・デーメル、フーゴ・フォン・ホーフマンスタール、フリッツ・マウトナー、アルトゥル・シュニッツラー、マックス・ラインハルト、ヘルマン・ズーダーマンらドイツ語圏の著名な知識人59人の署名が集まった。デーメルの提案により、この賞は第1回から多数決による採決ではなく、年度ごとに異なる代表者によってその年の受賞者が決定されることになった。これは、新しい、非凡な才能を発掘するためには、平均的な才能に有利に働く多数決よりも、1人の人物による大胆な決断のほうがふさわしいと判断されたためである。
クライスト賞はヴァイマル共和国における最も重要な文学賞であったが、1933年ないし1934年のクライスト財団の解散により終了した。

### 受賞者
- 1912年: ヘルマン・ブルテ、ラインハルト・ゾルゲ
- 1913年: ヘルマン・エッシヒ、オスカー・レルケ
- 1914年: フリッツ・フォン・ウンルー、ヘルマン・エッシヒ
- 1915年: ロベルト・ミッヘル、アルノルト・ツヴァイク
- 1916年: アグネス・ミーゲル、ハインリヒ・レルシュ
- 1917年: ヴァルター・ハーゼンクレーヴァー
- 1918年: レオンハルト・フランク、パウル・ツェッヒ
- 1919年: アントン・ディーツェンシュミット、クルト・ハイニッケ
- 1920年: ハンス・ヘニー・ヤーン
- 1921年: パウル・グルク
- 1922年: ベルトルト・ブレヒト
- 1923年: ヴィルヘルム・レーマン、ロベルト・ムージル
- 1924年: エルンスト・バルラハ
- 1925年: カール・ツックマイヤー
- 1926年: アレクサンダー・レルネット＝ホレーニア、アルフレッド・ノイマン
- 1927年: ゲルハルト・メンツェル、ハンス・マイゼル
- 1928年: アンナ・ゼーガース
- 1929年: アルフレット・ブルスト、エドゥアルト・ライナヘル
- 1930年: ラインハルト・ゲーリング
- 1931年: エーデン・フォン・ホルヴァス、エリック・レーガー
- 1932年: リヒャルト・ビリンガー、エルゼ・ラスカー＝シューラー

## 第2期（1985年 - ）
1960年に設立されたハインリヒ・フォン・クライスト協会により、1985年、クライスト賞の再開が決定された。以前に引き続き、毎年異なる代表者が最終的に受賞者を決定する方式が取られている。1994年度および2000年度のみ隔年で実施されたが、そのほかは毎年行なわれている。賞金2万ユーロは、ドイツ銀行の文化財団およびホルツブリンク出版グループから拠出されている。なお、上述のように当初は新進作家の発掘が賞の目的であったが、ハイナー・ミュラーは60歳を超えて受賞したことから、すでに大きく成功した作家に与えられることも珍しくない。

### 受賞者
- 1985年: アレクサンダー・クルーゲ
- 1986年: ディアナ・ケンプフ
- 1987年: トーマス・ブラッシュ
- 1988年: ウルリヒ・ホルストマン
- 1989年: エルンスト・アウグスティン
- 1990年: ハイナー・ミュラー
- 1991年: ガストン・ザルヴァトーレ
- 1992年: モーニカ・マロン
- 1993年: エルンスト・ヤンドル
- 1994年: ヘルタ・ミュラー
- 1996年: ハンス・ヨアヒム・シェートリヒ
- 1998年: ディルク・フォン・ペータースドルフ
- 2000年: バルバラ・ホーニヒマン
- 2001年: ジュディス・ヘルマン
- 2002年: マルティン・モーゼバッハ
- 2003年: アルベルト・オスターマイアー
- 2004年: Emine Sevgi Özdamar
- 2005年: ゲルト・ヨンケ
- 2006年: ダニエル・ケールマン
- 2007年: ヴィルヘルム・ゲナツィーノ
- 2008年: マックス・ゴルト
- 2009年: アルノルト・シュタットラー
- 2010年: フェルディナント・フォン・シーラッハ
- 2011年: ジビル・レヴィッチャルロフ
- 2012年: ナフィッド・ケルマニ
- 2013年: カチャ・ランゲ=ミュラー
- 2014年: マルセル・バイアー
- 2015年: モニカ･リンク
- 2016年: 多和田葉子
- 2017年: ラルフ・ロスマン
- 2018年: クリストフ・ランスマイアー
- 2019年: Ilma Rakusa
- 2020年: クレメンス・J・ゼッツ
- 2022年: Esther Kinsky
- 2023年: Thomas Kunst
- 2024年: Sasha Marianna Salzmann